# Octanamid
Octanamid ist eine chemische Verbindung aus der Gruppe der Carbonsäureamide.

## Gewinnung und Darstellung
Octanamid kann durch Reaktion von 1-Hepten mit Formamid und tert-Butanol in Aceton gewonnen werden.

## Eigenschaften
Octanamid ist ein weißes kristallines Pulver, das löslich in Methanol ist. Mit Lithiumaluminiumhydrid reagiert es zu 1-Octanamin.